# Bospriemkever
De bospriemkever (Bembidion deletum) is een keversoort uit de familie van de loopkevers (Carabidae). De wetenschappelijke naam van de soort werd in 1821 gepubliceerd door Audinet-Serville.